# Паненко Василь Олександрович
Василь Олександрович Паненко (27 грудня 1919, село Межиріч, тепер Лебединського району Сумської області — 10 листопада 1987, місто Суми) — український радянський діяч, новатор виробництва, старший апаратник Сумського суперфосфатного заводу (потім — Сумського хімічного комбінату) Сумської області. Депутат Верховної Ради УРСР 6—7-го скликань.

## Біографія
Народився в селянській родині, в якій було четверо дітей. Батько — Олександр Єфремович Паненко, мати — Параскевія.
Трудову діяльність розпочав пастухом. З 1934 року працював у колгоспі «Червона Україна». Потім був причіплювачем у тракторній бригаді.
З 1939 по 1954 рік служив у Радянській армії, кадровий офіцер.
Після демобілізації закінчив курси апаратників, здобув хімічну освіту. Проходив практику на суперфосфатному заводі у місті Вінниці.
З вересня 1955 року — апаратник, старший апаратник суперфосфатного цеху № 1 Сумського суперфосфатного заводу (потім — Сумського хімічного комбінату) Сумської області. Обирався головою цехкому профспілки, членом президії Сумської обласної ради професійних спілок.
Помер 10 листопада 1987 року в місті Сумах.